# Der verlorene Ball
Der verlorene Ball ist ein für Kinder produzierter deutscher Kurz-Spielfilm der DEFA von Kurt Weiler aus dem Jahr 1959.

## Handlung
In einem Kindergarten sitzt ein Mädchen auf dem Fußboden und malt auf einem großen Blatt Papier einen bunten Ball, während die anderen Kinder bereits im Garten spielen. Als sie damit fertig ist, hängt sie das fertige Bild an der Wand auf, freut sich, wie schön es geworden ist und erzählt den Kindern im Garten davon. Die wollen sich natürlich sofort das Bild ansehen, doch hängt nur noch das Blatt Papier mit einem großen, runden Loch an der Wand. Der kleinste Junge entdeckt den Ball, der sich selbstständig gemacht hat, unter einem Tisch und das Mädchen fordert die anderen Kinder auf, mit ihm im Garten zu spielen.
Doch plötzlich macht es dem Mädchen keinen Spaß mehr und möchte den Ball nur für sich allein, da sie ihn ja gemalt hat, aber die anderen Kinder geben ihn nicht mehr her. Plötzlich kommt ein Hubschrauber am Kindergarten vorbeigeflogen, den die Kinder noch interessanter finden, weshalb sie den Ball einfach liegen lassen. Diese Gelegenheit nutzt das Mädchen, um den Ball unter einem Strauch zu verstecken. Das verrät sie aber nicht und gibt den Kindern die Schuld, dass er nun weg ist. Sie macht sogar einen sehr traurigen Eindruck, so dass ihr angeboten wird, sich an den anderen Spielen zu beteiligen. Doch selbst das Angebot des Kleinsten der Gruppe, mit seinem alten Tennisball zu spielen, lehnt sie ab. Dann holt sie ihren Ball unter dem Strauch hervor und sagt, dass der viel schöner ist, er aber nur ihr gehört.
Doch allein macht das Spielen keine Freude, weshalb sie sich ins Gras setzt und den anderen Kindern beim Spielen zuschaut, Der Ball nutzt die Gelegenheit, um wieder in seinem Blatt Papier an der Wand zu verschwinden. Da er dort nicht wieder herauskommt, will das Mädchen nun mit den anderen Kindern spielen, was die aber nicht zulassen. Nun steht das Mädchen traurig und allein, bis der kleinste Junge kommt und sie zum Spielen auffordert. Dabei fliegt der Tennisball auf die Straße und wird von einem Auto kaputt gefahren, es war sein liebstes Spielzeug, Das tut dem Mädchen leid und es holt das Bild mit dem Ball von der Wand und schenkt es ihm. In diesem Moment springt der Ball wieder aus dem Blatt Papier. So können alle Kinder wieder mit dem schönen Ball spielen.

## Produktion
Der verlorene Ball wurde auf Agfa-Color gedreht und hatte seinen Kinostart am 18. September 1959 im Berliner Kino Skala.
Für die Dramaturgie war Margot Beichler verantwortlich.

## Kritik
In der Zeitschrift Deutsche Filmkunst Nr.:8/1960 befand Rolf Richter, dass der Film nicht immer die Schönheiten des Drehbuches erreichte. Er hatte den Eindruck, dass sich die Kinder zu sehr nach den Kommandos des Regisseurs bewegten und dadurch ihre Lockerheit verlören.